# Panthera onca peruviana
El jaguar u otorongo peruano (Panthera onca peruviana) es una subespecie del jaguar.

## Distribución geográfica
Se encuentra en los bosques del sur de Perú (mayormente en Departamento de Madre de Dios, aunque también tiene presencia en Departamento de Ucayali) y parte del bosque  tropical de Bolivia.